# Phần Dương Thiện Chiếu
Phần Dương Thiện Chiếu (zh: 汾陽善昭, fényáng shànzhāo, ja: hun'yo zen-shō, 947-1024) là Thiền sư Trung Quốc đời Tống. Sư thuộc tông Lâm Tế và là pháp tử của Thiền sư Thủ Sơn Tỉnh Niệm. Đệ tử nối pháp của sư có Thạch Sương Sở Viên Thiền sư.
Tương truyền rằng, sư từng tham vấn rất nhiều Thiền sư đương thời để học hỏi tất cả những tinh hoa của Thiền tông trong thời kì suy tàn. Vì vậy, những nét đặc trưng của những tông Thiền khác đều được tông Lâm Tế hấp thụ và lưu truyền. Sư cũng là một trong những vị Thiền sư đầu tiên phát triển Văn học Thiền thông qua việc trứ tác các bài kệ tụng và thêm lời bình luận của mình vào  các công án, pháp ngữ của Thiền sư, cổ đức đời trước.

## Cơ duyên và hành trạng
Sư họ Du (兪), quê ở Thái Nguyên, tỉnh Sơn Tây. Từ nhỏ sư đã có tính cách trầm tư ít nói, trí huệ hơn người. Vì cha mẹ mất sớm nên sư xuất gia và du phương.
Sau khi xuất gia, sư đi đến tham học tại nhiều đạo tràng thuộc các phái Thiền khác nhau. Tương truyền sư đã đến tham vấn với 71 vị thiền sư nhưng không hội được yếu chỉ.
Sau, sư đến pháp hội của Thiền Sư Tỉnh Niệm ở Thủ Sơn. Một hôm, sư hỏi: "Bách Trượng cuốn chiếu, ý chỉ thế nào?". Thủ Sơn đáp: "Áo rồng vừa phất toàn thể hiện". Sư hỏi: "Ý thầy thế nào?". Thủ Sơn đáp: "Chỗ voi đi bặt dấu chồn". Nghe câu này, sư đại ngộ.
Sau khi đắc pháp, theo lời thỉnh của tứ chúng, sư về trụ trì và hoằng pháp ở chùa Thái Bình thuộc Phần Dương, Phần Châu, tỉnh Sơn Tây. Sư ở đây ba mươi năm không rời cổng, đức hạnh vang xa. 
Có vị quan quen với sư, thỉnh sư trụ trì một ngôi chùa nhưng sư từ chối. Ông lại sai sứ giả đi thỉnh lần nữa, sứ giả nói: "Quyết thỉnh thầy cùng đi, nếu thầy không đi, tôi liều chết thôi". Sư cười bảo: "Bởi nghiệp già không thể xuống núi, giả sử đi phải có trước sau, tại sao lại quyết đồng?". Sư sửa soạn hành lí, hỏi các đệ tử có ai muốn đi theo. Vị đầu ra nói đi theo sư được, sư hỏi: "Một ngày ngươi đi được bao nhiêu dặm?".  Vị này trả lời: "Năm mươi dặm". Sư nói không được. Vị thứ hai ra nói 70 dặm, sư cũng nói không được. Thị giả ra nói: "Con đi theo được, chỉ Hoà thượng đi đến đâu con đi đến đó". Sư bảo: "Ngươi đi theo được". Nói xong sư bảo: "Ta đi trước nghe!" và ngồi kiết già an nhiên thị tịch. Thị giả đứng khoanh tay cũng thị tịch theo sư. Sư thọ 78 tuổi, vua ban thụy hiệu là Vô Đức Thiền sư (zh: 無德禪師).
Sư có để lại cuốn Phần Dương Thiện Chiếu Thiền Sư Ngữ Lục.